# Lipoproteïna de densitat intermèdia
Les lipoproteïnes de densitat intermèdia o LDI (en anglès l'acrònim és IDL, d'intermediate-density lipoprotein) són un tipus de lipoproteïnes que es caracteritzen pel fet que la seva densitat i mida són mitjanes entre les lipoproteïnes de baixa densitat (LBD) i les de molt baixa densitat (LMBD). La seva densitat es troba aproximadament entre 0,95 i 1,064 g/ml, amb un petit diàmetre de prop de 35 nm. Tenen una vida mitjana relativament curta i són normalment a la sang en concentracions molt baixes, per això normalment no es detecten a la sang. En canvi, en un estat hiperlipoproteinèmic de tipus III, la concentració de LDI en sang és elevada.
En general, les lipoproteïnes de major densitat tenen un contingut percentual més elevat de proteïna i de fosfolípids, però inferior en triaglicerol. Les LDI tenen aquesta valors, i també el de colesterol, entre les LBD i les LMBD. Concretament estan compostes d'un 31% de triacilglicèrid, 29% de colesterol, 22% de fosfolípids i 18% de proteïna. Les proteïnes envolten un nucli d'àcids grassos, cosa que fa que es tracti d'una molècula hidrosoluble que permet transportar els greixos a la sang, que és un medi aquós. Una endocitosi produïda al fetge les retira del plasma sanguini, o també poden desaparèixer transformant-se en LBD.
Les predecessores de les LDI són les lipoproteïnes de molt baixa densitat (LMBD), que es transformen en aquestes mitjançant lipòlisi i enriquiment d'èsters de colesterol. Les LDI poden al seu torn seguir un altre torn de lipòlisis i enriquiment relatiu d'èsters per a transformar-se en lipoproteïnes de baixa densitat (LBD), que seran captades pel fetge per la seva retirada de la circulació.